# Borowiczki (gromada)
Borowiczki – dawna gromada, czyli najmniejsza jednostka podziału terytorialnego Polskiej Rzeczypospolitej Ludowej w latach 1954–1972.
Gromady, z gromadzkimi radami narodowymi (GRN) jako organami władzy najniższego stopnia na wsi, funkcjonowały od reformy reorganizującej administrację wiejską przeprowadzonej jesienią 1954 do momentu ich zniesienia z dniem 1 stycznia 1973, tym samym wypierając organizację gminną w latach 1954–1972.
Gromadę Borowiczki z siedzibą GRN w Borowiczkach (obecnie w granicach Płocka) utworzono – jako jedną z 8759 gromad na obszarze Polski – w powiecie płockim w woj. warszawskim, na mocy uchwały nr VI/10/13/54 WRN w Warszawie z dnia 5 października 1954. W skład jednostki weszły obszary dotychczasowych gromad Bielino, Bielino Stare (z wyłączeniem Kępy Ośnickiej), Borowiczki, Borowiczki-Pieńki, Ośnica, Rydzyno i Wirgnia oraz kolonia Gulczewo z dotychczasowej gromady Gulczewo ze zniesionej gminy Bielino a także obszary dotychczasowych gromad Imielnica i Podolszyce ze zniesionej gminy Rogozino w tymże powiecie. Dla gromady ustalono 27 członków gromadzkiej rady narodowej.
31 grudnia 1959 do gromady Borowiczki przyłączono obszary zniesionych gromad Mirosław i Słupno (bez wsi Szeligi) w tymże powiecie.
31 grudnia 1961 do gromady Borowiczki przyłączono wieś Kępa Ośnicka z gromady Dobrzyków w powiecie gostynińskim w tymże województwie.
Gromada przetrwała do końca 1972 roku, czyli do kolejnej reformy gminnej. 1 stycznia 1973 w powiecie płockim utworzono gminę Borowiczki.